# Генератор Пірса

Генератор Пірса (англ. Pierce oscillator) — електронний генератор. Схемотехнічне рішення генератора є похідним від генератора Колпітца, але замість лінійного підсилювача в схемі використовується логічний елемент-інвертор. У схемі також використовується: один резистор, два конденсатора і кристал кварцу, який діє як селективний елемент фільтра.
Названий на честь винахідника генератора Джорджа Пірса (1872-1956).